# Axinella phrix
Axinella phrix är en svampdjursart som först beskrevs av de Laubenfels 1954.  Axinella phrix ingår i släktet Axinella och familjen Axinellidae. Inga underarter finns listade i Catalogue of Life.